# John E. Fogarty
John Edward Fogarty, född 23 mars 1913 i Providence, Rhode Island, död 10 januari 1967 i Washington, D.C., var en amerikansk politiker (demokrat). Han var ledamot av USA:s representanthus 1941–1944 och från 1945 fram till sin död.
Fogarty är begravd på St. Ann's Cemetery i Cranston.